# Midlands (Zimbabwe)
Midlands är en av tio provinser i Zimbabwe. Den täcker en yta på 49 363 km² och har en folkmängd på ungefär 1,8 miljoner människor (2022). Provinshuvudstad är Gweru.
Provinsen är indelad i åtta distrikt: Chirumhanzu, Gokwe North, Gokwe South, Gweru, Kwekwe, Mberengwa, Shurugwi och Zvishavane.